# 歌川国孝
歌川 国孝（うたがわ くにたか、生没年不詳）とは、江戸時代の浮世絵師。

## 来歴
歌川国貞の門人。名は喜之助、歌川の画姓を称し一玉斎、一柳斎、柳蝶楼と号す。柳島に住む。作画期は安政から慶応の頃にかけてで、版本の挿絵や風景画を残している。

## 作品
- 『蘇防染桜模様』　合巻　※葎窓貞雅作、文久2年（1862年）刊行。師の国貞とともに挿絵を描く。
- 『百姓往来注釈』　往来物　※藤村秀賀注、文久3年序
- 『口上茶番指南車』　滑稽本　※春霞楼秀賀作、元治2年（1865年）刊行
- 「名所堀きり景」　大判錦絵3枚続　静岡県立中央図書館所蔵　※安政4年（1857年）、「一玉斎国孝」の落款
- 「大坂下り　桜綱駒寿」（漁師）　大判錦絵　ボストン美術館所蔵　※安政4年
- 「大坂下り　桜綱駒寿」（公家）　同上
- 「江戸名所尽　金龍山浅草寺」　横大判錦絵　江戸東京博物館所蔵　※万延元年（1860年）
- 「江戸名所之内」　横大判錦絵揃物　※万延元年、「亀井戸天満宮」など
- 「信濃国川中島大合戦」　大判錦絵3枚続　ボストン美術館所蔵　※文久3年
- 「競馬御遊覧之図」　同上